# Ilja i Wladi
Ilja i Wladi (russisch Илья и Влади), ehemals Faktor 2 (Фактор 2), ist eine deutsch-russische Band, die in den Genres Hip-Hop und Pop tätig ist. Die Band besteht aus Ilja Podstrelov (russisch Илья Подстрелов) und Wladimir Pantschenko (russisch Владимир Панченко), die beide in Hamburg leben.

## Geschichte
Faktor 2 wurde 1998 gegründet, nachdem sich Podstrelov und Pantschenko in Russland getroffen und erste Lieder geschrieben hatten. Im Januar 2005 wurden zwei Alben veröffentlicht. Mit dem Lied Krasawiza gewann die Gruppe im August 2005 den ersten Platz im Solotoi grammofon (deutsch Das goldene Grammophon).
Im September folgte das dritte Album. Im gleichen Monat ging die Band in Russland auf Tour und hielt knapp 100 Konzerte. Im Dezember wurden ihre Alben 100.000 Mal verkauft. 2006 wurde das vierte Album veröffentlicht.
2007 verlor die Band die Rechte an dem Namen Faktor 2 und benannte sich daraufhin in Ilja i Wladi um. 2008 folgte das fünfte Album Raritet.

## Diskografie

### Alben
- 2002: W naschem stile (В нашем стиле)
- 2003: My falschiwyje MC (Мы фальшивые МС)
- 2004: W naschem stile (Neuausgabe) (В нашем стиле (Переиздание))
- 2004: My falschiwyje MC (Neuausgabe) (Мы фальшивые МС (Переиздание))
- 2005: Istorii is schisni (Extra light) (Истории из жизни)
- 2005: Istorii is schisni (Super hard) (Истории из жизни)
- 2006: Immunitet podorwan (Иммунитет подорван)
- 2007: Звёзды Падают
- 2008: Raritet (Раритет)

### Live-Alben
- 2006: Неформат

### Singles (Auswahl)
- 2003: Heiß, Baby, heiß!
- 2003: Шалава
- 2003: Одинокая Звезда
- 2004: Красавица
- 2004: Класс, детка, класс!
- 2004: Война
- 2005: Весна
- 2005: Меньше пить
- 2006: Дама